# Laevichlamys gladysiae
Laevichlamys gladysiae is een tweekleppigensoort uit de familie van de Pectinidae. De wetenschappelijke naam van de soort is voor het eerst geldig gepubliceerd in 1888 door Melvill als Pecten gladysiae.